# Prostřední Babický rybník
Prostřední Babický rybník je jeden ze skupiny tak zvaných Babických rybníků nacházejících se v katastru obce Babice na potoku Výmola. Nachází se mezi Horním a Dolním Babickým rybníkem v údolí v lese mezi Babicemi a Mukařovem. Má obdélný tvar a je orientován podél osy, které vede ze severozápadu na jihovýchod. Voda do něj přitéká z jihovýchodu a odtéká hrází na severozápad. V okolí se nacházejí lesní cesty. Rybník vznikl po roce 1950.